# جایزه بزرگ موناکو ۱۹۶۳
جایزه بزرگ موناکو ۱۹۶۳ (انگلیسی: ‎1963 Monaco Grand Prix‎) یک مسابقهٔ موتوری در رشتهٔ اتومبیل‌رانی فرمول یک بود که در تاریخ ۲۶ مهٔ ۱۹۶۳ در پیست موناکو واقع در مونت‌کارلو، موناکو برگزار شد. این گراند پری در میان ۱۰ گراند پری در فصل ۱۹۶۳، مسابقهٔ شمارهٔ ۱ بود.
در این مسابقه که در ۱۰۰ دور و به مسافت ۳۱۴٫۵۰۰ کیلومتر (۱۹۵٫۴۲۱ مایل) برگزار شد، پول پوزیشن توسط جیم کلارک کسب شد و سریع‌ترین زمان برای طی یک دور پیست که برابر با ۱:۳۴٫۵ بود نیز توسط جان سرتیز به ثبت رسید.
گراهام هیل از تیم بی‌آرام، ریچی گینتر از تیم بی‌آرام و بروس مک‌لارن از تیم کوپر-کلیمکس به‌ترتیب مقام‌های اول تا سوم مسابقه را کسب کردند.

## رده‌بندی قهرمانی پس از مسابقه
| جایگاه | راننده      | امتیاز |
| ------ | ----------- | ------ |
| ۱      | گراهام هیل  | ۹      |
| ۲      | ریچی گینتر  | ۶      |
| ۳      | بروس مک‌لارن | ۴      |
| ۴      | جان سرتیز   | ۳      |
| ۵      | تونی مگز    | ۲      |
| منبع:  |             |        |

| جایگاه | سازنده       | امتیاز |
| ------ | ------------ | ------ |
| ۱      | بی‌آرام       | ۹      |
| ۲      | کوپر-کلیمکس  | ۴      |
| ۳      | فراری        | ۳      |
| ۴      | لوتوس-کلیمکس | ۱      |
| منبع:  |              |        |

یادداشت
- تنها پنج جایگاه نخست از هر رده‌بندی نمایش داده شده‌است.